# Scythris lhommei
Scythris lhommei is een vlinder uit de familie dikkopmotten (Scythrididae). De wetenschappelijke naam is voor het eerst geldig gepubliceerd in 1988 door Bengtsson & Passerin d'Entreves.
De soort komt voor in Europa.